# أيمن الحرزي
أيمن الحرزي (ولد في 1 مارس 1995 في تونس) لاعب كرة قدم تونسي يجيد اللعب في مركز الجناح الأيسر وبدرجة أقل الجناح الأيمن والوسط المهاجم. يلعب حاليا لصالح الخالدية في الدوري البحريني الممتاز منذ 2022.

## المسيرة الرياضية

### الأندية
في 1 يوليو 2013 تم تصعيده للفريق الأول في شبيبة القيروان التونسي. في موسمه الأول 2013-2014 وفي بطولة دوري الدرجة الأولى ساهم في احتلال فريقه المركز الثامن برصيد 35 نقطة من 30 مباراة بفارق ست نقاط عن منطقة الهبوط. وفي بطولة كأس تونس ساهم في وصول فريقه إلى الدور النصف النهائي عندما خسر من الصفاقسي 0-2.
في موسمه الثاني 2014-2015 وفي بطولة دوري الدرجة الأولى ساهم في احتلال فريقه المركز التاسع برصيد 38 نقطة من 30 مباراة. وفي بطولة كأس تونس ساهم في وصول فريقه إلى الدور الثمن النهائي عندما خسر من الملعب التونسي بركلات الترجيح.
في موسمه الثالث 2015-2016 وفي بطولة دوري الدرجة الأولى ساهم في احتلال فريقه المركز الثامن برصيد 36 نقطة من 30 مباراة بفارق ست نقاط عن منطقة الهبوط. وفي بطولة كأس تونس ساهم في وصول فريقه إلى الدور الثمن النهائي عندما خسر من نجم المتلوي 1-2.
في موسمه الرابع والأخير 2016-2017 وفي بطولة دوري الدرجة الأولى ساهم في احتلال فريقه المركز السابع في المجموعة الأولى برصيد 12 نقطة من 14 مباراة وانتقل إلى الدوري الثماني لتفادي الهبوط حيث احتل الخامس برصيد 18 نقطة من 14 مباراة بفارق الأهداف عن منطقة الهبوط. وفي بطولة كأس تونس ساهم في وصول فريقه إلى الدور الثمن النهائي عندما خسر من النجم الساحلي 0-4.
في 5 يوليو 2017 انتقل الحرزي من شبيبة القيروان إلى الصفاقسي التونسي في صفقة انتقال حر. في موسمه الأول 2017-2018 وفي بطولة دوري الدرجة الأولى ساهم في احتلال فريقه المركز الرابع برصيد 46 نقطة من 26 مباراة بفارق 11 نقطة عن البطل الترجي وبالتالي التأهل إلى بطولة كأس الكونفدرالية. وفي بطولة كأس تونس ساهم في وصول فريقه إلى الدور الربع النهائي عندما خسر من الإفريقي 1-2. وفي بطولة كأس الكونفيدرالية الأفريقية خسر فريقه من الفتح الرباطي المغربي بركلات الترجيح بعد تعادلهما 1-1 في مجموع المباراتين.
في موسمه الثاني 2018-2019 وفي بطولة دوري الدرجة الأولى ساهم في احتلال فريقه المركز الثالث برصيد 52 نقطة من 26 مباراة بفارق أربع نقاط عن البطل الترجي وبالتالي التأهل إلى البطولة القارية. وفي بطولة كأس تونس ساهم في تتويج فريقه بالبطولة بعدما تغلب في المباراة النهائية على النجم الساحلي بركلات الترجيح وسجل الحرزي الركلة الخامسة الحاسمة وبالتالي يحقق أولى بطولاته الشخصية. في بطولة كأس العرب للأندية الأبطال خسر فريقه من الجولة الأولى من النفط العراقي بقاعدة الأهداف خارج الأرض بعد تعادلهما 3-3 في مجموع المباراتين. وفي بطولة كأس الكونفيدرالية الأفريقية ساهم في وصول فريقه إلى الدور النصف النهائي عندما خسر من نهضة بركان المغربي 2-3 في مجموع المباراتين.
في موسمه الثالث 2019-2020 وفي بطولة دوري الدرجة الأولى ساهم في احتلال فريقه المركز الثاني برصيد 51 نقطة من 26 مباراة بفارق 11 نقطة عن البطل الترجي وبالتالي التأهل إلى البطولة القارية. وفي بطولة كأس تونس ساهم في وصول فريقه إلى الدور النصف النهائي عندما خسر من الاتحاد المنستيري بركلات الترجيح. وفي بطولة كأس الكونفيدرالية الأفريقية خرج فريقه من الجولة الأولى عندما خسر من بارادو الجزائري 1-3 في مجموع المباراتين في الدور32.
في موسمه الرابع 2020-2021 وفي بطولة دوري الدرجة الأولى ساهم في احتلال فريقه المركز الرابع برصيد 40 نقطة من 26 مباراة بفارق 20 نقطة عن البطل الترجي وبالتالي التأهل إلى البطولة القارية. وفي بطولة كأس تونس ساهم في تتويج فريقه بالبطولة بعدما تغلب في المباراة النهائية على الإفريقي بركلات الترجيح وسجل الحرزي الركلة الترجيحية الأولى وبالتالي يحقق ثاني بطولاته الشخصية. وفي بطولة كأس السوبر التونسي خسر فريقه من الترجي بركلات الترجيح. وفي بطولة دوري أبطال أفريقيا خرج فريقه من الجولة الأولى عندما خسر من مولودية الجزائر الجزائري 1-2 في مجموع المباراتين في الدور32. ثم انتقل للعب في كأس الكونفيدرالية الأفريقية حيث ساهم في وصول فريقه إلى الدور الربع النهائي عندما خسر من شبيبة القبائل الجزائري 1-3 في مجموع المباراتين.
في موسمه الخامس والأخير 2021-2022 وفي بطولة دوري الدرجة الأولى ساهم في احتلال فريقه المركز الثالث في المجموعة الأولى برصيد 21 نقطة من 14 مباراة وبالتالي التأهل إلى الدوري السداسي لتحديد البطل حيث احتل في نهاية المطاف المركز الثالث برصيد 16 نقطة من 10 مباريات بفارق 8 نقاط عن البطل الترجي وبالتالي التأهل إلى البطولة القارية. وفي بطولة كأس تونس ساهم في وصول فريقه إلى الدور النصف النهائي بعدما تغلب في الدور الربع النهائي على مستقبل الرجيش 4-2. وفي بطولة كأس السوبر التونسي خسر فريقه من الترجي 0-1. وفي بطولة كأس الكونفيدرالية الأفريقية ساهم في وصول فريقه إلى دور المجموعات حيث حل في المركز الثالث برصيد خمس نقاط من ست مباريات بفارق ثماني نقاط عن بيراميدز المصري وبالتالي خرج من البطولة.
في 28 يوليو 2022 انتقل الحرزي من الصفاقسي إلى الخالدية البحريني (الدوري الممتاز) في صفقة انتقال حر. في موسمه الأول 2022-2023 وفي بطولة الدوري البحريني الممتاز ساهم في تتويج فريقه بالبطولة بعدما تصدر الترتيب بفارق نقطة واحدة عن وصيفه المنامة ليحقق الحرزي ثالث بطولاته الشخصية. وفي بطولة كأس ملك البحرين خرج فريقه من مباراته الأولى عندما خسر في الدور الثمن النهائي من سترة بركلات الترجيح. وفي بطولة كأس السوبر البحريني ساهم في تتويج فريقه بالبطولة بعدما تغلب على الرفاع بهدفين نظيفين ليحقق الحرزي رابع بطولاته الشخصية. وفي بطولة كأس الاتحاد البحريني ساهم في وصول فريقه إلى المباراة النهائية عندما خسر من الأهلي بركلات الترجيح.

## الإنجازات
- الصفاقسي (2)
  - كأس تونس (2): 2018-2019، 2020-2021
- الخالدية (2)
  - الدوري البحريني الممتاز (1): 2023/2022
  - كأس السوبر البحريني (1): 2022

## روابط خارجية
- أيمن الحرزي على موقع قاعدة بيانات كرة القدم.إي يو (الإنجليزية)
- أيمن الحرزي على موقع Soccerway.com (الإنجليزية)